# Afrocarpus usambarensis
Afrocarpus usambarensis là một loài thực vật hạt trần trong họ Thông tre. Loài này được (Pilg.) C.N.Page miêu tả khoa học đầu tiên năm 1988 publ. 1989.